# Coppermine River
Der Coppermine River ist ein Zufluss des Coronation Gulf in den kanadischen Provinzen Nordwest-Territorien und Nunavut.

## Name
Seinen Namen erhielt der Fluss aufgrund der Kupfervorkommen an seinem Unterlauf.

## Geografie
Die Quelle des Coppermine River liegt beim Lac de Gras. Von dort fließt er in allgemein nördlicher Richtung zum Coronation Gulf, einer Bucht des Arktischen Ozeans. Kurz vor seiner Einmündung durchquert er den Kugluk Territorial Park mit den Bloody Falls. Die Ortschaft Kugluktuk (früher Coppermine genannt) liegt in der Nähe der Flussmündung.

## Geschichte
Samuel Hearne erforschte 1771 den Coppermine River, reiste bis zu dessen Mündung und erreichte damit als erster Europäer den Arktischen Ozean auf dem Landweg. An den Bloody Falls fand das von Hearne beschriebene Massaker von Bloody Falls statt. In der Coppermine Expedition von 1819–1822 erforschte Sir John Franklin das Mündungsgebiet des Coppermine River.
Seit 2002 ist der Coppermine River als ein Canadian Heritage River nominiert.

## Geologie
Lavaeruptionen in der Nähe des Coppermine River schufen vor etwa 1.200 Millionen Jahren ein ausgedehntes vulkanisches Plateau mit einer Fläche von etwa 170.000 km² und einem Lavavolumen von mindestens 500.000 km³. Diese Lava wurde gleichzeitig mit der großen Muskox-Intrusion und dem ausgedehnten Mackenzie Dike Swarm im Südosten gebildet. Man nimmt an, dass sie aus einem Mantelplumezentrum, dem Mackenzie Hotspot, stammt.